# Regina di Luanto
(La morte di una nota scrittrice in Il Nuovo Giornale, IX, 13 settembre 1914)
Anna Guendalina Lipparini, nota come Regina di Luanto (Terni, 22 febbraio 1862 – Pisa, 8 settembre 1914), è stata una scrittrice italiana decadente.

## Biografia
Trascorse l'infanzia a Terni, poi si trasferì a Roma dove conobbe il viceconsole d'ambasciata Alberto Roti, con cui si sposò nel 1881. Acquisì il cognome del marito e venne conosciuta come Contessa Roti.
Si trasferì in seguito a Firenze, andando a vivere anche con i suoceri e il cognato. Là pubblicò nel 1890 il suo primo libro, Acque forti (raccolta di racconti), e collaborò con due riviste: Rivista italiana di scienze, di lettere, arti e teatri e La donna. Come pseudonimo di scrittrice scelse Regina di Luanto, anagramma del suo nome da coniugata (Guendalina Roti), mentre nella vita quotidiana si fece chiamare Anna Roti. Nel 1898 morì il marito in Brasile, dove si trovava come regio console d'Italia. Anna si stabilì quindi a Pisa, dove conobbe Alberto Gatti che, dopo undici anni di convivenza, sposò nel 1911. Morì a Pisa nel 1914, all'inizio della prima guerra mondiale.
Divenne famosa per i temi affrontati senza il falso pudore imposto al sesso femminile; usando un linguaggio crudo ed esplicito descrisse una società mondana sessista e corrotta. Esaminò la condizione della donna in pubblico e in privato, criticando le regole sociali che obbligano la persona a seguire determinati comportamenti convenzionali; in particolare narrò della condizione femminile passiva che non poteva mai oltrepassare la soglia della convenienza.
Da un lato trovò forte critica dal primo marito (da cui si separò), dalla società e in particolare dal punto di vista religioso:
(La tavola rotonda, giornale letterario illustrato della domenica, Tip. F. Bideri, 1893)
(La Civiltà cattolica, Anno quarantesimonono, serie XVII, Vol II, quaderno 1147, anno 1898)
Dall'altro venne fortemente apprezzata per l'audacia nel pubblicare temi controcorrente:
(Rivista di Roma: politica, parlamentare, sociale, artistica, 1903)
L'opera che riscosse maggior successo durante la sua vita fu Un martirio, pubblicata nel 1894 da L. Roux e C. Editori: tratta della mancanza di comprensione tra i coniugi e dell'ipocrisia della società tradizionale.
Il romanzo La scuola di Linda invece è quello che vanta maggiori edizioni a seguito della sua morte: dopo la prima pubblicazione cartacea del 1894 infatti l'opera è stata inclusa nel 1997 nell'antologia Le scrittrici dell'Ottocento (di Francesca Sanvitale), quindi è stata pubblicata online nel 2008 da Liber Liber e nel 2017 da StreetLib, e sia in maniera cartacea che digitale da Amazon, nel 2012, 2016 e 2017; in particolare la prima versione cartacea pubblicata da Amazon è risultata priva dell'originale suddivisione in capitoli.

## Opere

### Racconti
- Acque forti, raccolta di racconti, Firenze, Tipografia di G. Barbera, 1890, pp 203;
- Tocchi in penna, raccolta di racconti, Torino, ed. Roux Frassati C. Editori, 1898, pp 195;
- Botta e risposta, racconto pubblicato postumo nell'antologia Controcanto: novelle femminili dell'800 italiano di Riccardo Reim, Armando Editore, 1998; e nell'antologia Novelle italiane. L'Ottocento. Vol. 2 di Gilberto Finzi, ed. Lampi di Stampa, 1999;
- Passione, racconto pubblicato postumo nell'antologia Quello che le donne, ed. Giulio Einaudi Editore, 2012;
- Misericordia, Lidia, Il balocco meraviglioso e «Vade retro, Satana!», racconti pubblicati postumi nell'antologia Donne allo specchio: I più bei racconti della letteratura italiana al femminile di Guido Davico Bonino, ed. Rizzoli, 2015.[10]

### Romanzi
- Salamandra, Torino, ed. L. Roux e C. Editori, 1892, pp 356; Torino, Torino, ed. Roux & Viarengo, 1900, pp 356;
- Ombra e luce, Torino, L. Roux e C. Editori, 1893, pp 268;
- La scuola di Linda Torino, ed. L. Roux e C. Editori, 1894, pp 376; inclusa nell'antologia Le scrittrici dell'Ottocento di Francesca Sanvitale, ed. Istituto Poligrafico e Zecca dello Stato, 1997, da p. 795;[5] edizione online di Liber Liber, 2008;[6] ed. CreateSpace Independent Publishing Platform, 2012, pp 262, ISBN 9781481047555;[8] edizione online di StreetLib, 2017, ISBN 9788827517611;[7] ed. Createspace Independent Publishing Platform, 2018, ISBN 9781985773141;
- Un martirio, Torino, ed. L. Roux e C. Editori, 1894, pp 227; Torino, ed. Roux ed. Viarengo, 1900;
- Libera!, Torino, ed. Roux Frassati C. Editori, 1895, pp 232;
- La prova, ed. Roux Frassati C. Editori, 1896, pp 256; Milano,  ed. S.T.E.N., 1917, pp 224;
- Gli agonizzanti, Torino, ed. Roux e Viarengo Editori, 1900, pp 341;
- La Servetta, Torino, ed. Roux e Viarengo Editori, 1901, pp 395;
- Il nuovissimo amore, Casa Editrice Nazionale Roux e Viarengo, 1903, pp 323; ed. FB&C LTD, 2018, ISBN 9780366244072;
- Le virtuose, Torino, S. Lattes & C. Librai Editori, 1910, pp 294;
- Per il lusso, Torino, S. Lattes & C. Librai Editori, 1912, pp 267; ed. FB&C LTD, 2018, ISBN 9780365897644.[11]

### Teatro
- Bufere della vita, opera teatrale. Venne rappresentata nel 1900 dalla compagnia di G. Emanuel, con la prima a Bologna. Parla della vita di una famiglia nell'età moderna.[12]